# Уніж
У́ніж — село у Коломийському районі Івано-Франківської області України. Належить до Городенківської міської громади (до 2020 належало до - Луківської сільської ради).
Відповідно до Розпорядження Кабінету Міністрів України від 12 червня 2020 року № 714-р «Про визначення адміністративних центрів та затвердження територій територіальних громад Івано-Франківської області» увійшло до складу Городенківської міської громади.

## Історія
Перша згадка про село 1448 рік, де згадується виніжський отаман Лупко.
На Пйотркувському сеймі 6 лютого 1533 року польський шляхтич Якуб Потоцький отримав від короля Сиґізмунда I Старого село Уніж «in fedum» в Галицькій землі Руського воєводства.
1599 року, після поділу родинного майна, Стефан Потоцький — наймолодший син Якуба Потоцького — став власником Унежа.
Власником села був також канівський староста Микола Василь Потоцький. 8 листопада 1764 року ві Львові він подарував село комусь з родичів — старості глинянському Іґнацію Потоцькому (пом. 1765) або Вінцентію Потоцькому (пом. 1789).
На момент виходу у світ статті про село в праці «Słownik geograficzny Królestwa Polskiego i innych krajów słowiańskich» воно належало до Бучацького повіту.
Від 2008 року село стало відомим завдяки проведенню всеукраїнських фестивалів.
Місцем проведення фестивалів є територія колишнього колгоспу, яка зараз має назву Кузня Уніж. Засновником кузні є громадський діяч і підприємець Владислав Кириченко.

## Населення
Чисельність населення у 2001 році становила 156 осіб. 100% населення назвало рідною мовою українську.

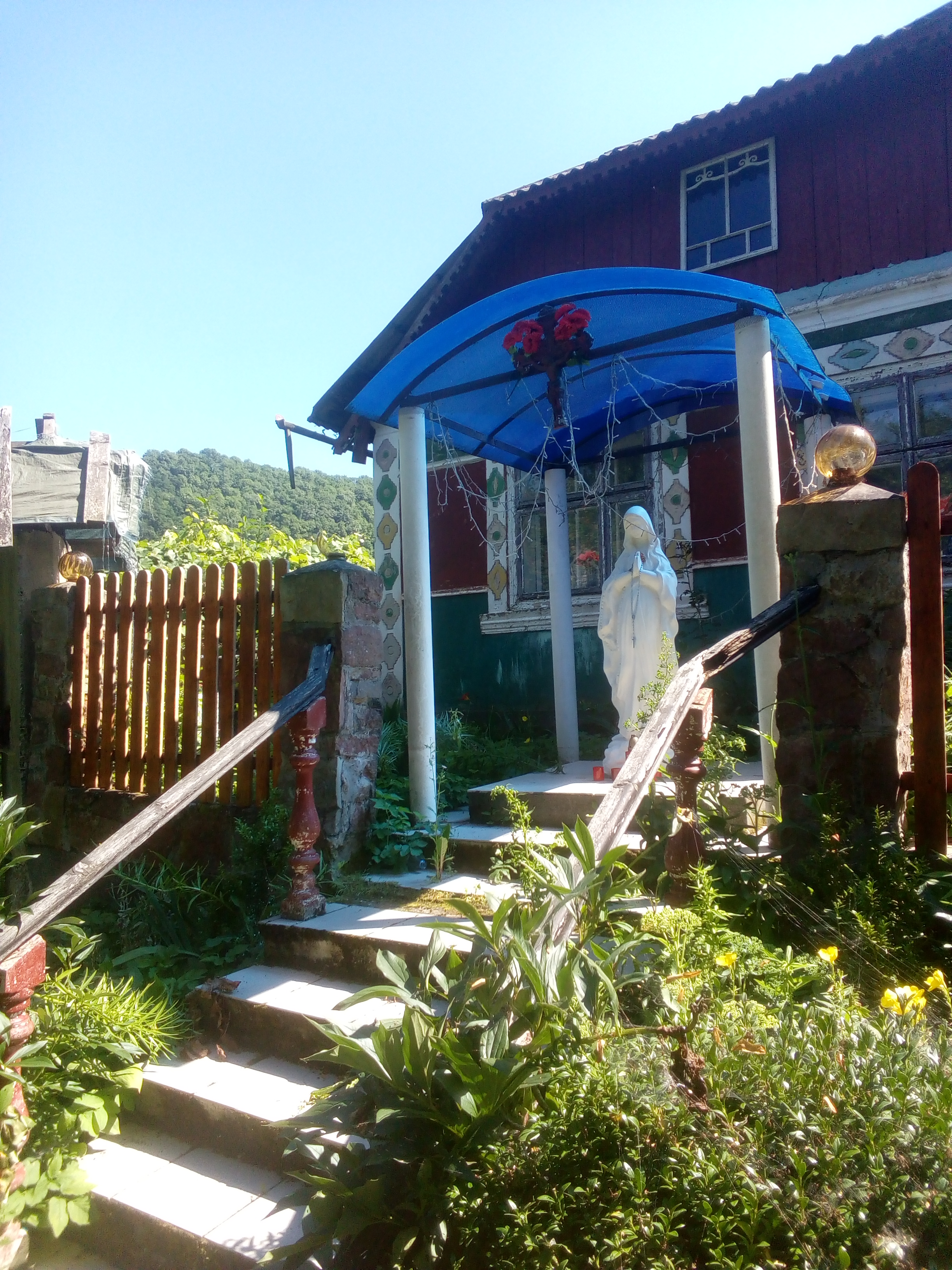
Каплиця у селі Уніж
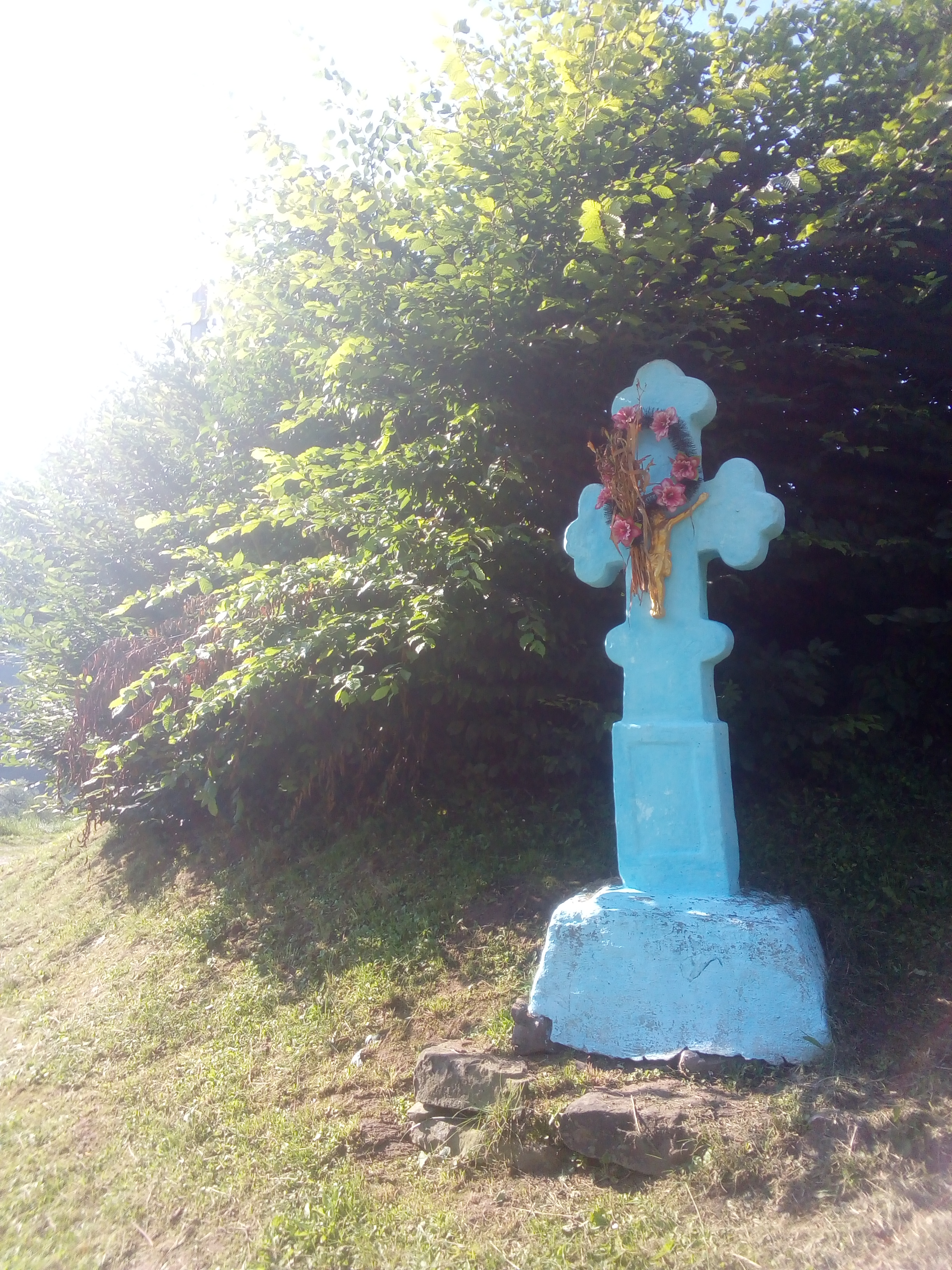
Хрест на розвилці в Уніжі